# Ladislav Ondřich
Ladislav Ondřich (* 6. srpna 1963 České Budějovice) je český manažer a bývalý vojenský pilot, bývalý ředitel Letiště České Budějovice.

## Život a kariéra
Celý profesionální život u letectva strávil na letišti v Českých Budějovicích, kde působil na různých pozicích od roku 1986. Jako pilot létal na strojích Z-142, L-29 Delfín, L-39C/L-39ZA Albatros a MiG-21. Vojenskou kariéru ve službách československých a českých vzdušných sil ukončil[kdy?] po 27 letech. 
V roce 2006, poté, co Armáda ČR opustila letiště v Českých Budějovicích, se stal ředitelem českobudějovického letiště. V letech 2007–2019 byl také předsedou představenstva společnosti Jihočeské letiště České Budějovice, která letiště provozuje. Spolu s několika kolegy začal transformaci bývalé letecké základny na civilní letiště; za jeho působení bylo také letiště významně modernizováno.
V roce 2019 na post ředitele i předsedy představenstva rezignoval.

## Politická angažovanost
Ve volbách do Senátu PČR v roce 2024 kandidoval z pozice nestraníka za hnutí ANO v obvodu č. 14 – České Budějovice. V prvním kole skončil druhý, když získal 21,88 % hlasů. Ve druhém kole se utkal s členem ODS Zbyňkem Sýkorou, s nímž prohrál poměrem hlasů 31,76 % : 68,23 %. Senátorem se tak nestal.